# 强足鸟属
强足鸟属（学名：Fortipesavis，意为“足部强壮的鸟”）是反鸟亚纲的一个属，生存于晚白垩世（森诺曼期）的缅甸。属下包括单一物种抓握强足鸟（F. prehendens），所知于正模标本YLSNHM01001，为琥珀中保存的第二至第四趾的印模及部分左跗跖骨。